# Asunción de María
La Asunción de María o Asunción de la Virgen es la creencia, de acuerdo con la tradición y doctrina de la Iglesia católica y de la Iglesia ortodoxa, la iglesia ortodoxa oriental y algunas otras denominaciones, de que María, la Madre de Jesucristo, al final de su vida terrenal, fue llevada en cuerpo y alma al Cielo. No debe confundirse con la Ascensión, que hace referencia al propio Jesucristo.
Este traslado es llamado Assumptio Beatae Mariae Virginis (‘Asunción de la Bienaventurada Virgen María’) por los católicos, cuya doctrina fue definida como dogma de fe por el papa Pío XII el 1 de noviembre de 1950.
La Iglesia católica celebra esta fiesta en honor de María en Oriente desde el siglo VI y en Roma desde el siglo VII. La festividad se celebra actualmente el 15 de agosto.

## Historia
El Nuevo Testamento no dice nada sobre el fin de la vida de María. A finales del siglo IV, Epifanio de Salamina escribió que no podía encontrar ninguna tradición autorizada sobre cómo terminó su vida. Sin embargo, aunque Epifanio no podía decidir sobre si María había muerto o permanecido inmortal, sus reflexiones indecisas sugieren que ya había surgido alguna diferencia de opinión sobre el asunto en su tiempo, e identificó tres creencias sobre su fin: que tuvo una muerte normal y pacífica, que murió como mártir, o que ella no murió. Aún más, en otro texto Epifanio afirmó que María era como Elías porque ella nunca murió sino que fue asunta, como Elías.
La fiesta de la Asunción fue establecida en Oriente por el emperador Mauricio alrededor del año 600 d. C.  y unos cincuenta años después se introdujo en Occidente y se menciona en un decreto del papa Sergio I (687-701), que fijó una procesión para la fiesta.
En una homilía, Juan Damasceno (675-749 d. C.), citando el tercer libro de la Historia Eutímica, afirmó que Juvenal, obispo de Jerusalén, en el Concilio de Calcedonia de 451 d. C., le habría hecho saber al emperador Marciano y a su esposa Pulqueria, quienes buscaban el cuerpo de la Madre de Dios, que María había muerto en presencia de todos los Apóstoles, pero que al abrir su tumba, a pedido de Santo Tomás, fue hallada vacía; por lo cual los apóstoles concluyeron que el cuerpo fue llevado al cielo. Esto se confirmó de nuevo con las visiones de Ana Catalina Emmerick en 1819, escritas por Clemens Brentano, y publicadas posteriormente 

### Primeras referencias litúrgicas y literarias
La primera referencia oficial a la Asunción se halla en la liturgia oriental; en el siglo IV se celebraba la fiesta de El Recuerdo de María, que conmemoraba la entrada al Cielo de la Virgen María y donde se hacía referencia a su asunción. Esta fiesta en el siglo VI fue llamada la Dormitio (κοίμησις,  koimesis) o Dormición de María, donde se celebraba el fin de la vida terrena y la asunción de María al Cielo. En el siglo VII el nombre pasó de «Dormición» a «Asunción».
La primera referencia literaria conocida sobre la Asunción se encuentra en la obra griega De Obitu S. Dominae del siglo IV o V. Dos ciudades afirman ser el lugar donde ocurrió el evento: Jerusalén y Éfeso.También se encuentra en el libro De Transitu Virginis, falsamente atribuido a Melitón de Sardes, y en una carta espuria atribuida a Dionisio el Areopagita.La primera narración conocida que aborda el final de la vida de María es el apócrifo Liber Requiei Mariae ("Libro del reposo de María") del siglo III y posiblemente del siglo II.
Otros textos antiguos que contienen referencias a la Asunción son El Gran Discurso sobre la Dormición y el Apócrifo de la Dormición en Seis Libros, que data casi con certeza de mediados del siglo IV y prueba la existencia de un culto a la Virgen casi un siglo antes del Concilio de Éfeso de 431. 
Según uno de los textos citados, María habría sido resucitada y asunta al cielo recién enterrada. Llegado Jesús al escenario del óbito, habría preguntado a sus apóstoles, que la velaban:
“¿Qué queréis vosotros que haga con ella?” Una vez más, es el vehemente Pedro el que se apresura a responder: “A tus servidores les parecería justo que lo mismo que, habiendo vencido a la muerte Tú reinas en tu gloria, resucites el cuerpo de María y la conduzcas al Cielo llena de alegría”.
“[Entonces] llevaron los apóstoles el féretro y depositaron su santo y venerado cuerpo en Getsemaní, en un sepulcro sin estrenar […] Y por tres días consecutivos se oyeron voces de ángeles invisibles que alababan a su Hijo, Cristo nuestro Dios. Más cuando concluyó el tercer día, dejaron de oírse las voces, por lo que todos se apercibieron de que su venerado e inmaculado cuerpo había sido trasladado al Paraíso”.
El más difundido de los «evangelios asuncionistas» y uno de los más antiguos en el oriente bizantino es el Libro de Juan sobre la Dormición de María, atribuido a Juan el Teólogo. Este y otros escritos apócrifos tuvieron gran influencia en diversas homilías y escritos de oradores orientales como Juan de Tesalónica, Juan de Damasco, Andrés de Creta y Germán de Constantinopla. Si bien no tenían ni tienen carácter histórico, la Iglesia católica vio en estos escritos un fondo teológico que existía y del cual los relatos eran expresiones adornadas.

### La Asunción en Occidente

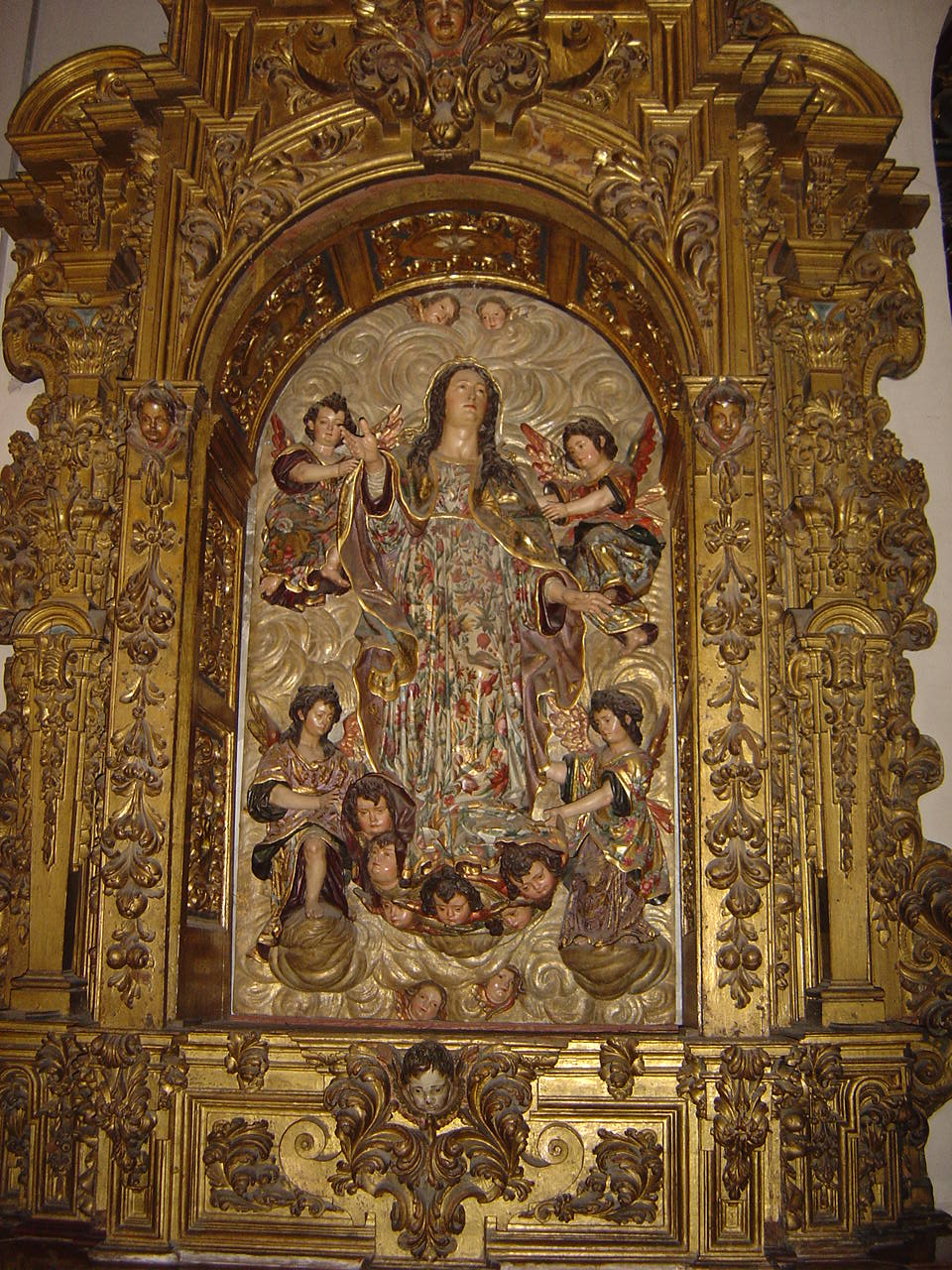
Retablo de la Asunción de la Virgen, realizado por Juan de Mesa (1619). Se encuentra en la iglesia de Santa María Magdalena (Sevilla)

La fiesta de la Dormición fue decretada en Constantinopla por el emperador Mauricio en el año 600 d. C.; unos cincuenta años después se introdujo en Roma y se menciona en un decreto del papa Sergio I (687-701), que fijó una procesión para la fiesta, y su nombre cambió a Asunción en algunos calendarios litúrgicos del siglo IX. El papa León IV (que reinó entre 847 y 855) le dio a la fiesta una vigilia y una octava para solemnizarla por encima de todas las demás, el papa Nicolás I (858-867) la puso a la par de la Navidad y la Pascua, y el papa Benedicto XIV (1740-1758) la declaró "una opinión probable, que negar sería impío y blasfemo".
El texto cristiano llamado Pseudo-Jerónimo ponía en duda si María fue asunta al cielo con o sin su cuerpo, aunque mantenía la creencia en su incorrupción.Otro libro que gozó de fama entre los conventos y cabildos medievales, el Martirologio del monje Usuardo (muerto hacia el año 875), cual alababa la reserva de la Iglesia de aquella época que preferiría no saber "el lugar donde por mandato divino se oculta este dignísimo templo del Espíritu Santo y nuestro Señor Dios".
En el siglo XII apareció el tratado Ad Interrogata, atribuido a san Agustín, el cual aceptaba la asunción corporal de María. Tomás de Aquino y otros grandes teólogos se declararon en su favor.
También en el siglo XII, la monja alemana Isabel de Schönau tuvo visiones de María y su hijo que tuvieron una profunda influencia en la tradición de la Iglesia occidental. En su obra Visio de risinge beate virginis Mariae relató cómo María fue asunta en cuerpo y alma al cielo.

El papa Pío V, en el siglo XVI, al momento de reformar el Breviario, quitó las citas del Pseudo-Jerónimo y las sustituyó por otras que defendían la asunción corporal. Dos siglos después, el papa Benedicto XIV señaló la doctrina de la asunción como pía y probable pero sin señalarla aun como dogma.

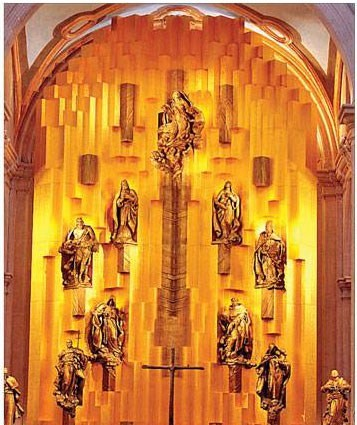
Retablo mayor de la catedral de Nuestra Señora de la Asunción de Zacatecas, México.

En 1849 llegaron las primeras peticiones a la Santa Sede de parte de los obispos para que la Asunción se declarara como doctrina de fe; estas peticiones aumentaron conforme pasaron los años. Cuando el papa Pío XII consultó a los obispos el 1 de mayo de 1946 por medio de la encíclica Deiparae Virginis Mariae, la afirmación de que fuera declarada dogma fue casi unánime.
Finalmente, el 1 de noviembre de 1950 se publicó la constitución apostólica Munificentissimus Deus en la cual el papa, declaró como dogma de fe la Asunción de la Virgen María:  

Por eso, después que una y otra vez hemos elevado a Dios nuestras preces suplicantes e invocado la luz del Espíritu de Verdad, para gloria de Dios omnipotente que otorgó su particular benevolencia a la Virgen María, para honor de su Hijo, Rey inmortal de los siglos y vencedor del pecado y de la muerte, para aumento de la gloria de la misma augusta Madre, y gozo y regocijo de toda la Iglesia, por la autoridad de nuestro Señor Jesucristo, de los bienaventurados Apóstoles Pedro y Pablo y nuestra, proclamamos, declaramos y definimos ser dogma divinamente revelado: Que la Inmaculada Madre de Dios, siempre Virgen María, cumplido el curso de su vida terrestre, fue asunta en cuerpo y alma a la gloria celestial.
Constitución apostólica Munificentissimus Deus, 1 de noviembre de 1950

La constitución apostólica menciona a varios Santos Padres, teólogos y Doctores de la Iglesia que sostuvieron la Asunción de María, entre ellos están Adriano I, Sergio I, León IV, Juan Damasceno, Amadeo de Lausana, Modesto de Jerusalén, Antonio de Padua, Alberto Magno, Tomás de Aquino (Doctor Angélico), Buenaventura (Doctor Seráfico), Bernardino de Siena, Roberto Belarmino, Francisco de Sales, Pedro Canisio, Francisco Suárez, entre otros.